# Idaea plesioscotia
Idaea plesioscotia là một loài bướm đêm trong họ Geometridae.